# پادشاهی رویاها و جنون
پادشاهی رویاها و جنون (انگلیسی: The Kingdom of Dreams and Madness) یک فیلم مستند ژاپنی محصول ۲۰۱۳ به کارگردانی مامی سونادا است. این فیلم روال افراد شاغل در استودیو جیبلی، از جمله فیلمسازان هایائو میازاکی، ایسائو تاکاهاتا و توشیو سوزوکی را دنبال می‌کند که برای اکران دو فیلم باد برمی‌خیزد و افسانه شاهدخت کاگویا به‌طور همزمان تلاش می‌کنند.